# Alphonsea curtisii
Alphonsea curtisii King – gatunek rośliny z rodziny flaszowcowatych (Annonaceae Juss.). Występuje endemicznie w północno-zachodniej części Malezji. 

## Morfologia
PokrójZimozielone drzewo dorastające do 28 m wysokości. Kora ma barwę od szarobiaławej do szarozielonkawej.
LiścieMają kształt od eliptycznego do podłużnie lancetowatego. Mierzą 9,5–19 cm długości oraz 2,5–4,5 szerokości. Nasada liścia jest ostrokątna. Wierzchołek jest ostry lub spiczasty. Ogonek liściowy jest nagi i dorasta do 5 mm długości.